# 早春スケッチブック
『早春スケッチブック』（そうしゅんスケッチブック）は、フジテレビ系列の金曜劇場で1983年1月7日から3月25日まで放映されたテレビドラマ（全12話）。
また、地人会が本作の舞台版を1984年に制作し、三越ロイヤルシアターにて初演された。原作・脚本は共に山田太一。
2005年6月1日には、ドラマ本編および出演者の対談集などが収録されたDVDが初めてリリースされている。

## テレビドラマ版

### ストーリー
一見普通の4人家族である望月家。だが、娘・良子（中1）は父・省一の前妻との間の子。息子・和彦（高3）は母・都が昔の男との間に作った子（結婚はせず）という、実は複雑な4人家族。そんな家族の前に、突然都の昔の男（和彦の実の父親）が現れ、平々凡々と暮らしてきた家族を揺さぶり始める。
長男の和彦は国立の一流大学を目指すほどの秀才で、共通一次試験を控えていた。その和彦の前に突然謎の女が現れ、ある洋館へ無理やり連れていく。そこに住む謎の男は、和彦の実の父親・元写真家の沢田竜彦であった。
今までそれぞれの悩みを抱えつつも、4人の家族の形を維持してきた望月家。それがある日突然、竜彦が現れたことにより家族関係にヒビが入る。収束しようと務める母・都、家族を守ろうと必死の父・省一、大学受験を控えつつ、竜彦に強烈なショックを与えられる息子・和彦、そんな3人に気を揉む娘・良子。そしてその家庭の安泰を壊そうとするかのような竜彦。しかし竜彦は重い病に冒され、余命幾ばくもなかった。
望月家の4人は竜彦の存在によって、「本当の家族とは何か」、「死を直前にした人間にしてやるべきことは何か」といったことを真剣に突き付けられる。初めは竜彦を疎ましく思いながらも、徐々に心を開いていく父・省一....。
登場人物のさまざまな思いが交錯し、それぞれがそれぞれを思いやりながら、物語は大団円を迎える。

### 出演
望月 都
演 - 岩下志麻
普段は希望ヶ丘商店街にある花屋でパート勤めをしている主婦で、和彦の血縁上の母親。

18年前に、当時カメラマンだった沢田との間に和彦を生んだが、その直前に沢田が突然逃げ出した（失踪した）ため結婚はしなかった。以来、女手一つで和彦を育てていたが、和彦が小学校2年のときに省一と結婚し、現在に至る。

かつては、横浜のバーや喫茶店では「顔」だったらしく、外人相手に渡り歩く変な奴相手に「表へ出ろ」と喧嘩も売るくらいの遊び人だったらしい。良子に、沢田の作品集（写真集）を和彦が持っている事実を何気なく聞いてしまい、思わず絶句してしまう。

省一と結婚した今は、沢田に強い嫌悪感を抱き、和彦には「本当の父親はもう関係ない。亡くなったの。和彦の父親は、今の父親しかいないの。」と言い聞かせていた。しかし、和彦から沢田の死期が迫っていると聞き、再び気になりだしてゆく。
望月 省一
演 - 河原崎長一郎
八千代信用金庫（現在のきらぼし銀行）に勤務するサラリーマンで、良子の血縁上の父親。関内支店から戸塚支店、大和支店勤務を経て、現在は瀬谷支店の渉外課長として、取引先の商店を訪ね回っている。

10年前に、離婚した前妻との間に生まれた当時2歳の良子を引き取り、都と再婚した。真面目で公平な、ごく普通の父親であるが、和彦や都、そして良子までも、死期迫る沢田の元へ会いに行くようになり、次第に猛烈な危機感と嫉妬に駆られてしまう。

電話で話し終えると急に切る癖があり、それが都の唯一嫌いなところでもある。また、見栄を張って嘘をつく癖があり、禁止されているマイカー通勤が支店にバレてしまったとき、支店長の丸山に厳重注意を受けたにもかかわらず、帰宅後都には「俺を怒るわけにはいかないよ。駄目だよマイカーは、それだけだよ。」と法螺を吹いていた。
望月 和彦
演 - 鶴見辰吾
神奈川県立希望ヶ丘高等学校に通う3年生で、都と沢田の血縁上の息子。いわゆる「ガリ勉」であり、洋楽のレコードを聴くのが趣味。

大学受験の追い込みのさなか、模擬試験の休憩中に外で昼食をとっていたときに、新村と出会い「バイトする気ない？」と和彦を誘う。最初は断っていたが、新村のしつこさに負けてしまい、連れて行かれた西洋屋敷で初めて沢田と出会う。

その後和彦は、沢田が「自分の本当の父親ではないか？」と悟りだし、新村を横浜の喫茶店に呼び出して問い質したところ、言葉を詰まらせながら「あなたのお父さんよ」と告げられ、ショックを受ける。

以来、沢田の元へ通うようになるが、悪化していく沢田の病を心配し治療するよう勧めたところ、突然激昂され「ありきたりな事を言うな！お前ら骨の髄までありきたりだ！」と怒鳴りつけられる。その言葉が、和彦の心に突き刺さり、国立大学の共通一次入試の途中、突然試験場を抜け出してしまう。

望月 良子
演 - 二階堂千寿
横浜市立南希望が丘中学校に通う1年生で、省一の血縁上の娘。負けず嫌いな性格で、クラスメイトとの長電話や、ユーミンなど歌謡曲のレコードを聞くのが趣味。和彦に「下半身デブ」と言われて以来ダイエットしており、半年以上ケーキは我慢して食べていないという。

帰宅途中の道端で、三枝率いる不良グループに因縁をつけられ絡まれてしまう。その現場に、偶然やってきた和彦に助けを求め、和彦が土下座して謝るも、最後まで「自分が正しい」と突っ張った。後日、三枝に「一対一じゃ負けない」と言って決闘を申し込み、金属製の鎖を持って挑んだが、結果的に大ケガを負わされてしまう。

望月家の玄関前で、都へ会いに来た沢田に偶然出くわし、「和彦の本当のお父さんだ。（都を指差して）この人の昔の男だ。」と言われ一瞬驚く。その後沢田からの電話で、お母さん（都）の元へ会いに行かないことを条件に、駅前の喫茶店で沢田と再び出会う。最初は仏頂面で沢田と話していたが、帰りに二人で希望ヶ丘の街を殆ど無言で歩いているうち、自然と沢田の魅力に惹かれしまう。
沢田 竜彦
演 - 山﨑努
元カメラマンであり、和彦の血縁上の父親。戦前から建っている西洋屋敷に、一人で住んでいる。

18年前に、和彦が生まれる直前、都とは結婚せぬまま突然逃げ出し、以来行方不明となっていた。最近になって、眼球の奥に悪性の腫瘍ができていることが分かり、また「どう撮ろうと、ありきたりになっちまう。」「俺じゃなきゃ撮れないというようなものを、つくり上げる力が無い。」と言ってカメラマンを廃業し、カメラも売り払ってしまう。

その腫瘍は、精密検査の上、手術で治療すれば十分助かる病であったが、和彦や新村の説得にも「病気を受け入れることにした」と言って頑なに病院へ行こうともせず、気がついたときには、取り返しのつかないほど病が悪化していた。
新村 明美
演 - 樋口可南子
売り出し中の新人のモデルで、沢田の現在の交際相手。世田谷区の駒沢にあるマンションに住んでいる。

死期が迫る沢田に、死ぬ前に息子に会いたいと頼まれ、和彦を探し出し沢田の元へ会わせるよう仕向けた。和彦を探し出してからも、執拗に和彦の元へ現れ、幾度となく沢田に会わせようとした。

沢田の住む西洋屋敷へ行くときは、赤い「いすゞ・ピアッツァ（初代モデル）」に乗ってやって来る。
三枝 多恵子
演 - 荒井玉青
良子とは別の中学校に通う生徒で、札付きのスケバン。

その後、良子の頼みで沢田の元へ行き、以来身の回りの世話をするようになる。沢田の死期が迫っていくにつれ、学校の行事を途中抜け出してまで、沢田の元へ足繁く通うようになった。
大沢 誠
演 - すのうち滋之
和彦のクラスメイトで、数少ない友達の一人。

いつも和彦に近づいては遊びに誘ったり、模擬試験会場でも直前まで話し掛けて来る大沢を、和彦は毛嫌いしていた。和彦が大学入試に1つだけ合格したときも、大沢と同じ大学であったことを、表面上では喜び抱擁まで交わしたが、実際は和彦にとって物凄くショックであった。
丸山
演 - 水谷貞雄
八千代信用金庫瀬谷支店の支店長。
渡辺
演 - 高村玄二
八千代信用金庫瀬谷支店の渉外課に勤務する省一の部下。
衣笠 真弓
演 - 中村亜子
新村の仕事仲間であり、友人でもある。所沢の先のほうに住んでいるため、しばしば新村の住むマンションに寝泊りしている。

沢田が頭を抱えて突然倒れた時、仕事を放棄し入院先の病院で片時も離れようとしなかった新村を、必死に説得し仕事場へ連れ戻した。

### スタッフ
- 脚本 - 山田太一
- プロデューサー - 中村敏夫
- 演出 - 富永卓二・河村雄太郎
- 音楽 - 小室等
- 制作著作 - フジテレビ

### 協力
- 相模鉄道
- そうてつローゼン
- いすゞ自動車
- 八千代信用金庫（現 きらぼし銀行）
- 代々木ゼミナール ほか

### ロケ地
- 神奈川県横浜市旭区の相模鉄道（相鉄）本線希望ヶ丘駅周辺一帯、および相鉄線沿線でロケが行われた。
- 父・省一が勤務する八千代信用金庫瀬谷支店は、同じ相鉄本線の瀬谷駅北口にある実在の金融機関であり、実際に同支店でロケが行われた。テレビドラマ版放映後の1991年、普通銀行に転換し八千代銀行瀬谷支店を経て、現在はきらぼし銀行瀬谷支店となっている。
- 息子・和彦の通う神奈川県立希望ヶ丘高等学校と、娘・良子の通う横浜市立南希望が丘中学校は、いずれも希望ヶ丘駅の南にある実在の学校であり、正門や校庭校舎等がシーンに登場している。

### 視聴率
- 第1回9.3%、第2回8.2%、第3回7.5%、第4回6.7%、第5回7.3%、第6回6.3%、第7回7.7%、第8回7.6%、第9回5.3%、第10回8.1%、第11回7.0%、最終回8.5%。平均視聴率は7.9%（ビデオリサーチ調べ[2]）であった。

## 舞台版

### 概要
- 1984年に演劇制作体地人会の第9回作品にて初演。東京公演は三越ロイヤルシアターで、地方公演は東海・近畿・北陸で行われた[3]。

### 出演
- 望月 都 - 八千草薫
- 望月 省一 - 坂口芳貞
- 沢田 竜彦 - 高橋幸治 ほか

### スタッフ
- 脚本 - 山田太一
- 演出 - 木村光一
- 音楽 - 池辺晋一郎
- 制作 - 地人会

## 関連文献
- 『山田太一作品集 15 (早春スケッチブック)』大和書房、1988年4月1日。